# 嫩娘
嫩娘（1926年11月—），本名方丽英，上海人，滑稽演员，一级演员。

## 生平
她从12岁起开始学艺，最初从事歌舞话剧演出，1950年起转演滑稽戏，先后参加过合作滑稽剧团、上海大众滑稽剧团，出演过《大闹洞房》、《上海滩十八变》、《马戏团小丑》等众多剧目。1956年曾参演经典滑稽剧《三毛学生意》，在其中饰演小英一角。期间还与她后来的丈夫于飞相识。文化大革命期间演艺事业被迫中止，文革后于1979年参与创建上海青艺滑稽剧团，并任艺委会副主任。此后又曾出演在《婚姻大事》、《活神仙吃喜酒》、《啥个花样经》、《轧苗头》等剧目。1995年起在海派情景喜剧《老娘舅》中饰演老舅妈一角。新建上海独脚戏艺术传承中心后，她是最年长的成员。
她还是中国曲艺家协会会员、中国曲艺家协会上海分会会员、中国戏剧家协会上海分会会员、中国民主同盟盟员、上海市黄浦区政协委员。